# 帕切維奇嶺

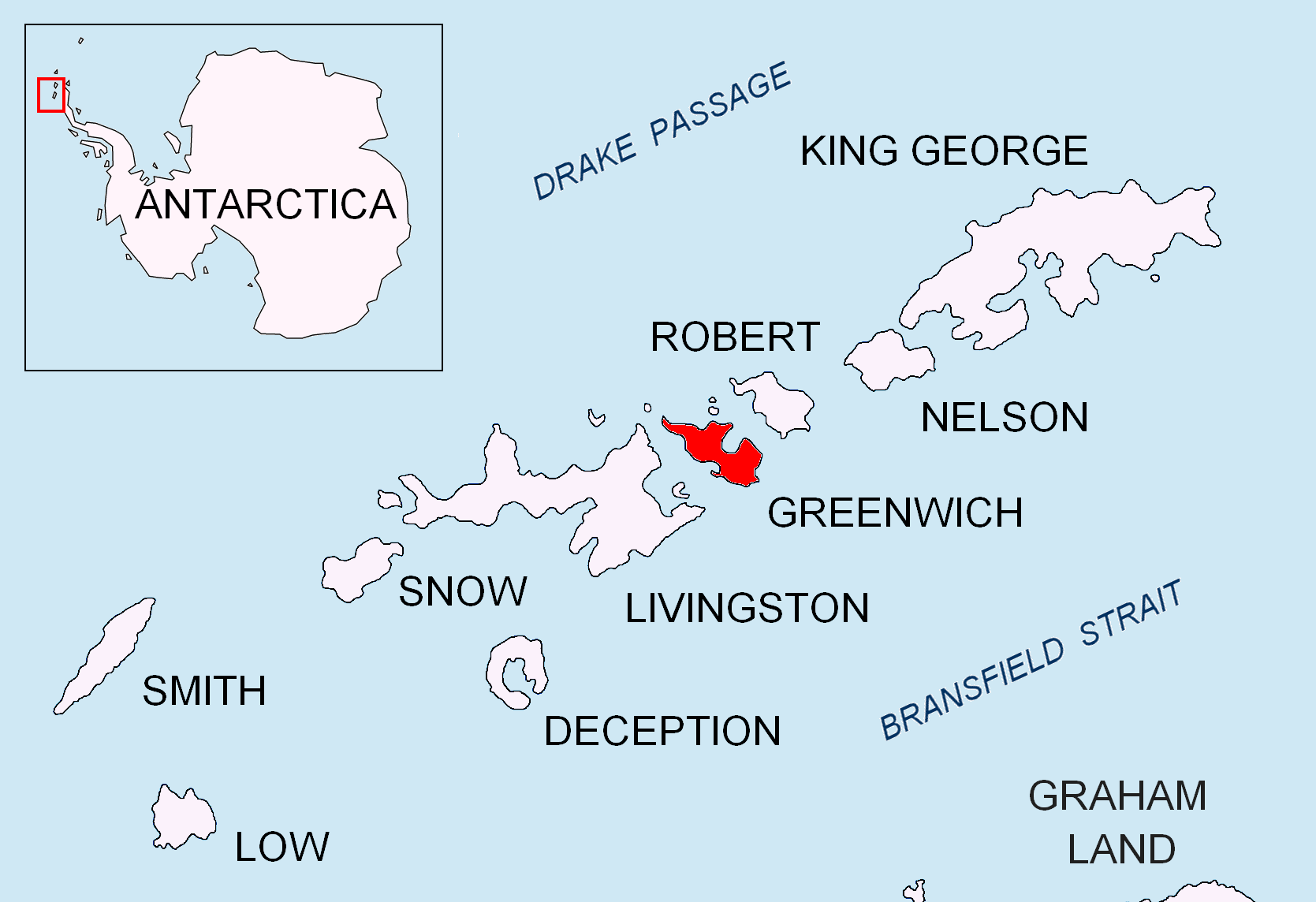

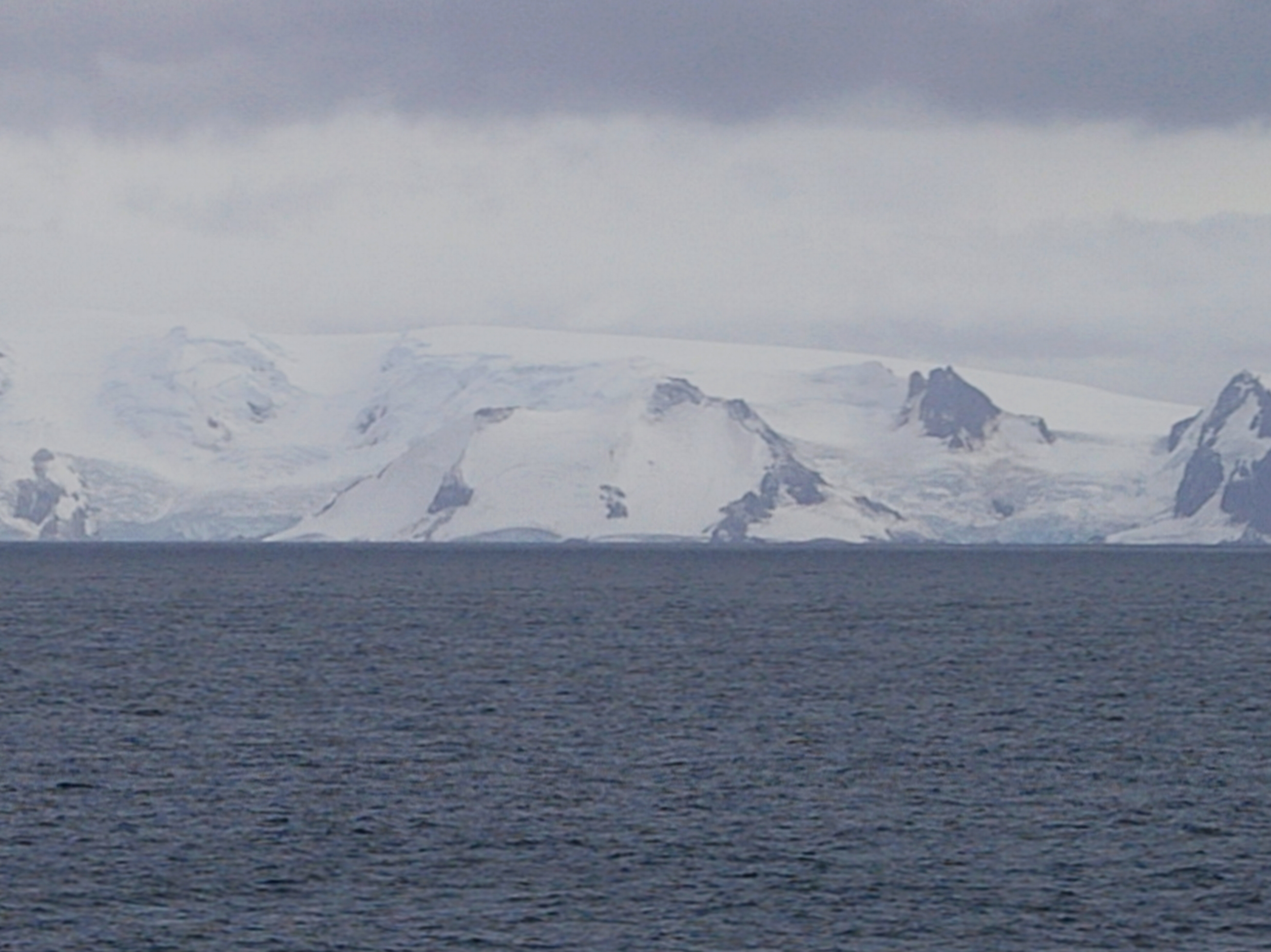

帕切維奇嶺（英語：Parchevich Ridge）是南極洲的山嶺，位於南設得蘭群島中格林尼治島的布雷茲尼克高地，處於聖克魯斯角西南面1.7公里，海拔高度370米。

## 外部連結
- SCAR Composite Gazetteer of Antarctica（页面存档备份，存于）.

62°30′35″S 59°34′47″W / 62.50972°S 59.57972°W